# Mio Atsushi
Atsushi Mio (sinh ngày 26 tháng 1 năm 1983) là một cầu thủ bóng đá người Nhật Bản.

## Sự nghiệp câu lạc bộ
Atsushi Mio đã từng chơi cho Ventforet Kofu, Kyoto Sanga FC, Gainare Tottori và FC Gifu.